# Chaerephon russatus
Chaerephon russatus је врста сисара из реда слепих мишева (Chiroptera) и породице Molossidae.

## Распрострањење
Ареал врсте покрива средњи број држава у Африци. 
Врста има станиште у Камеруну, Кенији, ДР Конгу, Обали Слоноваче, Гани и Гвинеји.

## Станиште
Станиште врсте су шуме.

## Угроженост
Подаци о распрострањености ове врсте су недовољни.